# Grand Prix automobile d'Italie 2024
GP précédent GP suivant
Le Grand Prix automobile d'Italie 2024 (Formula 1 Gran Premio Pirelli d'Italia 2024), disputé le 1er septembre 2024 sur le circuit de Monza, est la 1117e épreuve du championnat du monde de Formule 1 courue depuis 1950. Il s'agit de la soixante-quinzième édition du Grand Prix d'Italie comptant pour le championnat du monde de Formule 1, la soixante-quatorzième à Monza, et la seizième manche du championnat 2024.
Dominateur en Q3, Lando Norris obtient sa quatrième pole position de la saison, la cinquième de sa carrière. Avec Oscar Piastri à 109 millièmes de seconde, McLaren verrouille la première ligne pour la soixante-quatrième fois de son histoire et pour la deuxième fois de la saison après Budapest. George Russell réalise le troisième temps pour obtenir un départ en deuxième ligne, devant Charles Leclerc, déçu. Carlos Sainz précède Lewis Hamilton sur la troisième ligne alors que les Red Bull RB20 sont à nouveau en difficulté : Max Verstappen est septième devant son coéquipier Sergio Pérez. Alexander Albon et Nico Hülkenberg forment la cinquième ligne.  
Grâce à une stratégie audacieuse consistant à n'effectuer qu'un seul changement de pneumatiques et en réussissant à ménager durant trente-huit tours son train de gommes dures, Leclerc fait exploser de joie les centaines de milliers de tifosi du Parco Reale de Monza, en battant les McLaren pour s'imposer pour la seconde fois de la saison après Monaco et pour la septième fois dans sa carrière. Dépités, Piastri et Norris l'accompagnent sur le podium.
L'étonnante statistique qui veut que, depuis ses débuts en Formule 1, Lando Norris n'a jamais bouclé un premier tour en tête depuis la pole position se vérifie sur la piste lombarde. Dès la variante della Roggia, Piastri l'attaque par l'extérieur et ressort en tête de la chicane. Surpris, Norris se fait également dépasser par Leclerc, le Monégasque s'installant en deuxième position alors que Russell, qui a raté son premier freinage et est parti hors piste, se relance dans le peloton avec l'aileron avant abîmé. Leclerc subit ensuite un undercut de Norris qui s'arrête au quatorzième tour et prend l'avantage sur la Ferrari rentrée chausser des pneus durs une boucle plus tard. Il retrouve la deuxième place quand Norris procède à son deuxième arrêt, au trente-deuxième tour, et reste proche de Piastri qui mène la course. Interrogé par son stand qui lui demande s'il pense pouvoir aller au bout avec son train de pneus, L'Australien répond par la négative ; il s'arrête au trente-huitième tour et ressort, chaussé de neuf, en troisième position, à dix-huit secondes de Leclerc désormais en tête. Piastri perd du temps pour doubler Sainz, qui protège son coéquipier et, à huit tours de l'arrivée, accuse encore onze secondes de retard sur Leclerc qui a bien ménagé ses gommes et continue à tourner dans des temps qui lui permettent de triompher, sous les clameurs de la foule. Norris passe Sainz dans la quarante-huitième boucle pour prendre la troisième place et s'adjuge le point bonus du meilleur tour sur la ligne d'arrivée. Distancé par Sainz, Hamilton prend la cinquième place loin devant Verstappen qui fait le dos rond en résistant au retour de Russell. Pérez amène l'autre RB20 en huitième position, Albon finit comme il est parti, neuvième et Kevin Magnussen prend l'unité restante malgré dix secondes et deux points de pénalité supplémentaires entraînant  sa suspension pour le Grand Prix d'Azerbaïdjan. 
Avec 303 points, Max Verstappen conserve la tête du championnat mais qualifie désormais de « Monstre » sa Red Bull RB20 qui lui a permis de gagner sept fois cette année mais est devenue, selon les propos de Christian Horner, la « quatrième force du plateau », derrière McLaren, Ferrari et Mercedes. Il voit revenir Lando Norris (241 points) et Charles Leclerc (217 points). Oscar Piastri (197 points) est quatrième devant Carlos Sainz (184 points) et Lewis Hamilton (164 points) ; Sergio Pérez (143 points) est septième, devant George Russell (128 points). Plus loin, Fernando Alonso (50 points) reste neuvième, suivi par Lance Stroll (24 points). Chez les constructeurs, Red Bull (446 points), dont l'avance a nettement fondu, ne possède plus que 8 unités de plus que McLaren (438 points) qui précède Ferrari (407 points). Esseulée, l'équipe Mercedes (292 points) occupe la quatrième place, loin devant devant Aston Martin (74 points), Racing Bulls (34 points) et Haas (28 points), Alpine (13 points) et Williams (6 points). Après seize courses, Kick Sauber ne compte toujours aucun point.

## Contexte avant la course

### Colapinto remplace Sargeant
Après le Grand Prix des Pays-Bas et une longue série de mauvaises performances de Logan Sargeant, Williams Racing annonce son remplacement par l'Argentin Franco Colapinto pour le reste de la saison,.
Les soutiens de Franco Colapinto (Automobile Club argentin et les sponsors Mercado Libre, Globant, Quilmes et YPF) ont versé 4,5 millions de dollars à Williams (500 000 dollars par course) pour que le rookie  argentin puisse remplacer Sargeant immédiatement.

### Crash de la voiture de sécurité

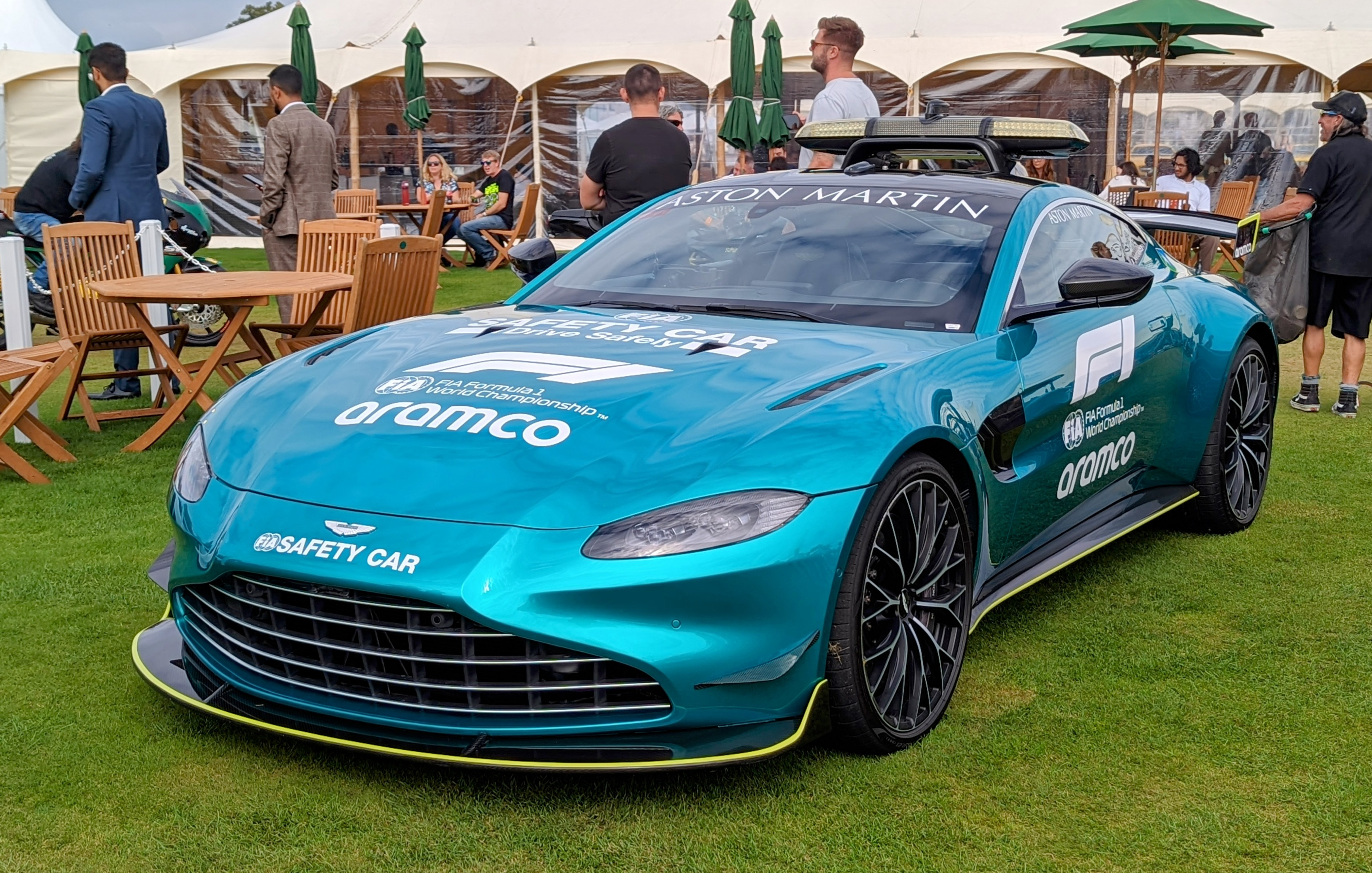
La voiture de sécurité utilisée à Monza.

Le jeudi, lors d'un tour de reconnaissance, dans le dernier virage du circuit de Monza, Bernd Mayländer a perdu le contrôle de son Aston Martin Vantage et a percuté les barrières de sécurité. Si Maylander est indemne, la voiture a subi des dommages importants, notamment à l'avant gauche,.

## Pneus disponibles
| Pneus pour piste sèche | Pneus pour piste sèche | Pneus pour piste sèche | Pneus pluie    | Pneus pluie |
| ---------------------- | ---------------------- | ---------------------- | -------------- | ----------- |
| Durs (Type C3)         | Medium (Type C4)       | Tendres (Type C5)      | Intermédiaires | Pluie       |

## Essais libres

### Première séance, le vendredi de 13 h 30 à 14 h 30
| Pos. | Pilote           | Voiture             | Chrono         | Écart     |
| ---- | ---------------- | ------------------- | -------------- | --------- |
| 1    | Max Verstappen   | Red Bull-Honda RBPT | 1 min 21 s 676 |           |
| 2    | Charles Leclerc  | Ferrari             | 1 min 21 s 904 | + 0 s 228 |
| 3    | Lando Norris     | McLaren-Mercedes    | 1 min 21 s 917 | + 0 s 241 |
| 4    | Carlos Sainz Jr. | Ferrari             | 1 min 22 s 126 | + 0 s 450 |
| 5    | Valtteri Bottas  | Kick Sauber-Ferrari | 1 min 22 s 127 | + 0 s 451 |
| 6    | Oscar Piastri    | McLaren-Mercedes    | 1 min 22 s 199 | + 0 s 523 |

- Andrea Kimi Antonelli, nouveau pilote d'essai de Mercedes, remplace George Russell lors de cette séance ; dix minutes après le début de la séance, alors qu'il détient le quatrième meilleur temps, il perd le contrôle de la W15 dans la Parabolica qu'il aborde bien trop vite, part en travers et percute violemment la barrière de pneus après avoir traversé le bac à graviers[9],[10].

### Deuxième séance, le vendredi de 17 h à 18 h
| Pos. | Pilote           | Voiture          | Chrono         | Écart     |
| ---- | ---------------- | ---------------- | -------------- | --------- |
| 1    | Lewis Hamilton   | Mercedes         | 1 min 20 s 738 |           |
| 2    | Lando Norris     | McLaren-Mercedes | 1 min 20 s 741 | + 0 s 003 |
| 3    | Carlos Sainz Jr. | Ferrari          | 1 min 20 s 841 | + 0 s 103 |
| 4    | Oscar Piastri    | McLaren-Mercedes | 1 min 20 s 858 | + 0 s 120 |
| 5    | Charles Leclerc  | Ferrari          | 1 min 20 s 892 | + 0 s 154 |
| 6    | George Russell   | Mercedes         | 1 min 21 s 086 | + 0 s 348 |

### Troisième séance, le samedi de 12 h 30 à 13 h 30
| Pos. | Pilote          | Voiture             | Chrono         | Écart     |
| ---- | --------------- | ------------------- | -------------- | --------- |
| 1    | Lewis Hamilton  | Mercedes            | 1 min 20 s 117 |           |
| 2    | George Russell  | Mercedes            | 1 min 20 s 210 | + 0 s 093 |
| 3    | Charles Leclerc | Ferrari             | 1 min 20 s 226 | + 0 s 109 |
| 4    | Oscar Piastri   | McLaren-Mercedes    | 1 min 20 s 252 | + 0 s 135 |
| 5    | Lando Norris    | McLaren-Mercedes    | 1 min 20 s 262 | + 0 s 145 |
| 6    | Max Verstappen  | Red Bull-Honda RBPT | 1 min 20 s 368 | + 0 s 251 |

## Séance de qualifications

### Résultats des qualifications et grille de départ
| Pos. | Pilote           | Écurie                  | Qualifications 1 | Qualifications 2 | Qualifications 3 |
| --- | ---------------- | ----------------------- | ---------------- | ---------------- | ---------------- |
| 1 | Lando Norris     | McLaren-Mercedes        | 1 min 19 s 911   | 1 min 19 s 727   | 1 min 19 s 327   |
| 2 | Oscar Piastri    | McLaren-Mercedes        | 1 min 20 s 076   | 1 min 19 s 808   | 1 min 19 s 436   |
| 3 | George Russell   | Mercedes                | 1 min 20 s 169   | 1 min 19 s 877   | 1 min 19 s 440   |
| 4 | Charles Leclerc  | Ferrari                 | 1 min 20 s 074   | 1 min 20 s 007   | 1 min 19 s 461   |
| 5 | Carlos Sainz Jr. | Ferrari                 | 1 min 20 s 149   | 1 min 19 s 799   | 1 min 19 s 467   |
| 6 | Lewis Hamilton   | Mercedes                | 1 min 20 s 477   | 1 min 19 s 641   | 1 min 19 s 513   |
| 7 | Max Verstappen   | Red Bull-Honda RBPT     | 1 min 20 s 226   | 1 min 19 s 662   | 1 min 20 s 022   |
| 8 | Sergio Pérez     | Red Bull-Honda RBPT     | 1 min 20 s 598   | 1 min 20 s 216   | 1 min 20 s 062   |
| 9 | Alexander Albon  | Williams-Mercedes       | 1 min 20 s 542   | 1 min 20 s 314   | 1 min 20 s 299   |
| 10 | Nico Hülkenberg  | Haas-Ferrari            | 1 min 20 s 781   | 1 min 20 s 411   | 1 min 20 s 339   |
| 11 | Fernando Alonso  | Aston Martin-Mercedes   | 1 min 20 s 617   | 1 min 20 s 421   |                  |
| 12 | Daniel Ricciardo | Racing Bulls-Honda RBPT | 1 min 20 s 901   | 1 min 20 s 479   |                  |
| 13 | Kevin Magnussen  | Haas-Ferrari            | 1 min 20 s 856   | 1 min 20 s 698   |                  |
| 14 | Pierre Gasly     | Alpine-Renault          | 1 min 20 s 748   | 1 min 20 s 738   |                  |
| 15 | Esteban Ocon     | Alpine-Renault          | 1 min 20 s 764   | 1 min 20 s 766   |                  |
| 16 | Yuki Tsunoda     | Racing Bulls-Honda RBPT | 1 min 20 s 945   |                  |                  |
| 17 | Lance Stroll     | Aston Martin-Mercedes   | 1 min 21 s 013   |                  |                  |
| 18 | Franco Colapinto | Williams-Mercedes       | 1 min 21 s 061   |                  |                  |
| 19 | Valtteri Bottas  | Kick Sauber-Ferrari     | 1 min 21 s 101   |                  |                  |
| 20 | Zhou Guanyu      | Kick Sauber-Ferrari     | 1 min 21 s 445   |                  |                  |
| Temps minimal à réaliser pour la qualification : 1 min 25 s 504 (107 % du meilleur temps en Q1 : 1 min 19 s 911) |                  |                         |                  |                  |                  |

## Course

### Classement de la course
| Pos. | no | Pilote           | Écurie                  | Tours | Temps/Abandon                                             | Grille | Points |
| ---- | -- | ---------------- | ----------------------- | ----- | --------------------------------------------------------- | ------ | ------ |
| 1    | 16 | Charles Leclerc  | Ferrari                 | 53    | 1 h 14 min 40 s 727 (246,431 km/h)                        | 4      | 25     |
| 2    | 81 | Oscar Piastri    | McLaren-Mercedes        | 53    | + 2 s 664                                                 | 2      | 18     |
| 3    | 4  | Lando Norris     | McLaren-Mercedes        | 53    | + 6 s 154                                                 | 1      | 16     |
| 4    | 55 | Carlos Sainz Jr. | Ferrari                 | 53    | + 15 s 621                                                | 5      | 12     |
| 5    | 44 | Lewis Hamilton   | Mercedes                | 53    | + 22 s 820                                                | 6      | 10     |
| 6    | 1  | Max Verstappen   | Red Bull-Honda RBPT     | 53    | + 37 s 932                                                | 7      | 8      |
| 7    | 63 | George Russell   | Mercedes                | 53    | + 39 s 715                                                | 3      | 6      |
| 8    | 11 | Sergio Pérez     | Red Bull-Honda RBPT     | 53    | + 54 s 148                                                | 8      | 4      |
| 9    | 23 | Alexander Albon  | Williams-Mercedes       | 53    | + 1 min 07 s 456                                          | 9      | 2      |
| 10   | 20 | Kevin Magnussen  | Haas-Ferrari            | 53    | + 1 min 08 s 302 (dont 10 secondes de pénalité)           | 13     | 1      |
| 11   | 14 | Fernando Alonso  | Aston Martin-Mercedes   | 53    | + 1 min 08 s 495                                          | 11     |        |
| 12   | 43 | Franco Colapinto | Williams-Mercedes       | 53    | + 1 min 21 s 308                                          | 18     |        |
| 13   | 3  | Daniel Ricciardo | Racing Bulls-Honda RBPT | 53    | + 1 min 33 s 452 (dont 15 secondes de pénalité)           | 12     |        |
| 14   | 31 | Esteban Ocon     | Alpine-Renault          | 52    | + 1 tour                                                  | 15     |        |
| 15   | 10 | Pierre Gasly     | Alpine-Renault          | 52    | + 1 tour                                                  | 14     |        |
| 16   | 77 | Valtteri Bottas  | Kick Sauber-Ferrari     | 52    | + 1 tour                                                  | 19     |        |
| 17   | 27 | Nico Hülkenberg  | Haas-Ferrari            | 52    | + 1 tour (dont 10 secondes de pénalité purgées en course) | 10     |        |
| 18   | 24 | Zhou Guanyu      | Kick Sauber-Ferrari     | 52    | + 1 tour                                                  | 20     |        |
| 19   | 18 | Lance Stroll     | Aston Martin-Mercedes   | 52    | + 1 tour                                                  | 17     |        |
| Abd. | 22 | Yuki Tsunoda     | Racing Bulls-Honda RBPT | 7     | Surchauffe                                                | 16     |        |

### Pole position et record du tour
- Pole position :  Lando Norris (McLaren-Mercedes) en 1 min 19 s 327 (262,897 km/h)[16].
- Meilleur tour en course :  Lando Norris (McLaren-Mercedes) en 1 min 21 s 432 (256,111 km/h), au cinquante-troisième et dernier tour ; troisième de l'épreuve, il remporte le point bonus associé[17].

### Tours en tête
- Oscar Piastri (McLaren-Mercedes) : 32 tours (1-16 / 23-38)[18] ;
- Carlos Sainz (Ferrari) : 2 tours (17-18) ;
- Max Verstappen (Red Bull-Honda RBPT) : 3 tours (19-21) ;
- Sergio Pérez (Red Bull-Honda RBPT) : 1 tour (22) ;
- Charles Leclerc (Ferrari) : 15 tours (39-53).

## Classements généraux à l'issue de la course
| Pos. | Pilote           | Écurie                  | Points |
| ---- | ---------------- | ----------------------- | ------ |
| 1    | Max Verstappen   | Red Bull-Honda RBPT     | 303    |
| 2    | Lando Norris     | McLaren-Mercedes        | 241    |
| 3    | Charles Leclerc  | Ferrari                 | 217    |
| 4    | Oscar Piastri    | McLaren-Mercedes        | 197    |
| 5    | Carlos Sainz Jr. | Ferrari                 | 184    |
| 6    | Lewis Hamilton   | Mercedes                | 164    |
| 7    | Sergio Pérez     | Red Bull-Honda RBPT     | 143    |
| 8    | George Russell   | Mercedes                | 128    |
| 9    | Fernando Alonso  | Aston Martin-Mercedes   | 50     |
| 10   | Lance Stroll     | Aston Martin-Mercedes   | 24     |
| 11   | Nico Hülkenberg  | Haas-Ferrari            | 22     |
| 12   | Yuki Tsunoda     | Racing Bulls-Honda RBPT | 22     |
| 13   | Daniel Ricciardo | Racing Bulls-Honda RBPT | 12     |
| 14   | Pierre Gasly     | Alpine-Renault          | 8      |
| 15   | Oliver Bearman   | Ferrari                 | 6      |
| 16   | Kevin Magnussen  | Haas-Ferrari            | 6      |
| 17   | Alexander Albon  | Williams-Mercedes       | 6      |
| 18   | Esteban Ocon     | Alpine-Renault          | 5      |

| Pos. | Écurie                  | Points |
| ---- | ----------------------- | ------ |
| 1    | Red Bull-Honda RBPT     | 446    |
| 2    | McLaren-Mercedes        | 438    |
| 3    | Ferrari                 | 407    |
| 4    | Mercedes                | 292    |
| 5    | Aston Martin-Mercedes   | 74     |
| 6    | Racing Bulls-Honda RBPT | 34     |
| 7    | Haas-Ferrari            | 28     |
| 8    | Alpine-Renault          | 13     |
| 9    | Williams-Mercedes       | 6      |

## Statistiques
Le Grand Prix d'Italie 2024 représente :
- la 5e pole position de Lando Norris, sa quatrième de la saison[20] ;
- la 7e victoire de Charles Leclerc, sa deuxième de la saison après Monaco[21] ;
- la 246e victoire pour Ferrari en tant que constructeur[22] ;
- la 247e victoire pour Ferrari en tant que motoriste[23] ;
- le 1er Grand Prix de Franco Colapinto, premier Argentin en Formule 1 depuis Gastón Mazzacane en 2001[24].

Au cours de ce Grand Prix :
- Kevin Magnussen, en touchant Pierre Gasly lors d'une tentative de dépassement a écopé de deux points de pénalité  et atteint un total de 12 points, synonyme de suspension pour le prochain Grand Prix en Azerbaïdjan ; le Danois est le premier pilote suspendu depuis l'instauration de cette règle[25] ;
- Lewis Hamilton passe la barre des 4 800 points inscrits en Formule 1 (4 803,5 points)[26] ;
- Charles Leclerc est élu « pilote du jour » à l'issue d'un vote organisé sur le site officiel de la Formule 1[27] ;
- Johnny Herbert (161 Grands Prix entre 1989 et 2000, 3 victoires et 7 podiums ; vainqueur des 24 Heures du Mans 1991, vainqueur des 12 Heures de Sebring 2002, champion de Speedcar Series en 2008) est nommé conseiller par la FIA pour aider dans leurs jugements le groupe des commissaires de course[28].